# Тадеуш Вісньовський
Тадеуш Вісньовський (Войцех) (18 квітня 1865, Станіслав — 12 грудня 1933, Варшава) — польський геолог, професор Львівської політехніки, член Академії навчання (1890 р.), член Наукового товариства у Львові, член (президент 1908 р.) Польського товариства натуралістів імені Коперника, почесний член Польського геологічного інституту (1919), член фізіографічного комітету Академії мистецтв та наук, постійний член Генерального факультету Львівської політехніки, заступник члена Музейного видавничого комітету ім. Дідушицьких у Львові.

## Біографія
Він походить з бідної шляхетної сім'ї сімейства Вісньовських, що входить до герба Пруса, який був евакуйований у Галичині в 1782 році, з підтвердженням дворянства в 1821 році. Це була патріотична сім'я. Його прапрадід (також Тадеуш Вісньовський) був учасником Барської конфедерації. Дід кузена Теофіл Вісньовський був одним з найбільш активних галіційських змовників міжвоєнного періоду, за що він був страчений у Львові в 1847 році. Дядько Ян Вісньовський взяв участь в Угорській революції в 1848 році, після чого емігрував до Нью-Йорка, де він активно працював як президент польського товариства. Його батько Марселі Вісньовський був студентом технічної академії у Львові, потім працював музичним учителем та органістом у Коломиї та Станіславові. Його брат Теофіл Вісньовський був архітектором, він збудував кілька цукрових фабрик та створив ряд будинків у Варшаві.
Тадеуш Вісньовський втратив батька, коли йому було 12 років. Після закінчення гімназії в Станіславові в 1884 році, бореться з хворобами та важкими матеріальними умовами, вступив в Краківську академію. Спочатку він вивчав медицину, зрештою закінчив філософський факультет, який на той час включав природничі науки. Він також навчався у Відні. У 1886-93 працював демонстратором в геологічному кабінеті Ягеллонського університету, асистентом проф. Владислав Шайноха, при організації геологічних колекцій в Музеї Фізіографічної комісії Академії навчання, асистентом проф. Йозефа Ростафінського на кафедры ботаніки.
Бажаючи покращити свій фінансовий стан, він зайняв посаду викладача в 1893 році. Він навчав в гімназії св. Анни в Кракові, в молодшій школі єзуїтів у Хирові, а також у Коломиї. Нарешті він отримав постійну роботу у 6-й гімназії у Львові, працюючи там до 1909 року. У той же час він постійно працював, отримавши в 1908 році ступінь доктора філософії.
У 1908 призначений професором мінералогії та геології у політехнічному училищі у Львові. Він сам взяв на себе кафедру геології та палеонтології, який він спрямовував на дострокове виходу на пенсію через погане здоров'я у 1924 році. У 1912/13, 1913/14 та 1918/19 рр. він був деканом факультету технічної хімії Львівської політехніки в 1915-16 рр. Почесний професор Львівської політехніки.

## Наукова діяльність
Початок наукової роботи — це дослідження фауни озер, увінчаних першим науковим виданням та його єдиною роботою з живими організмами.
Під час роботи в Хирові він провів дослідження поблизу Добромилу, де відкрив неокомську фауну в Сопотніку. Під час навчання в Коломиї він займався родовищами лігніту.
Основними напрямками його наукової діяльності є:
1. Геологія та палеонтологія флішових Карпат, Поділля та Краківської землі. Особливо примітними є роботи з: арктичної глинистої фауни в районі Кракова (1890/1), карпатської крейдяної фауни (1906/7) та Геологічного атласу Галичини (1908 р.).
2. Історія геологічних наук та словники — це проблеми, якими він займався протягом усієї його наукової діяльності, особливо в останні роки його життя. Він працював над історією геологічних наук як у Польщі, так і в світі. Він написав ряд лозунгів і зібрав матеріали для біографічного словника польських геологів. Багато його робіт було присвячено геологічній словниковій літературі, яка в той час ще не була систематизована в Польщі.
3. Навчання. Він був відмінним вчителем і викладачем, популяризатором геологічних питань, автором та співавтором шкільних підручників, таких як: Новини мінералогії, Принципи мінералогії та геології, Новини з зоології, Новини з хімії та мінералогії, Принципи геології та фізичної географії, Земельні науки.

## Інтернет-ресурси
- Publikacje Tadeusza Wiśniowskiego w serwisie
- Polona